# La Reverdie
La Reverdie és un grup italià de música antiga fundat en 1986 per dues parelles de germanes: Claudia Caffagni, Livia Caffagni, Elisabetta de Mircovich i Ella de Mircovich. A partir de 1991 i depenent del repertori a interpretar, han comptat amb la col·laboració d'altres intèrprets com Doron David Sherwin (cornetto, percussió, cantant), qui participa habitualment amb el grup.
El nom del grup prové d'uns romanços lírics (reverdies) que celebraven la tornada de la primavera.
Interpreten preferentment música medieval, de vegades a cappella i de vegades amb acompanyament instrumental de llaüt, flauta, viella i arpa.

## Discografia
- 1990 - Bestiarium. Animals in the Music of the Middle Ages. Nuovo Era 6970.[1] Posteriorment ha sigut reeditat, canviant l'ordre de les pistes en: Cantus 9601.[2]
- 1992 - Speculum amoris. Lyrique d'Amour médieval, du Mysticisme à l'érotisme. Arcana A 336.[3]
- 1993 - Guinevere, Yseut, Melusine. The heritage of Celtic womanhood in the Middle Ages. Giulia "Musica Antiqua" GS 201007.[4]
- 1994 - O Tu Chiara Sciença. Musique de la Pensée Médiévale. Arcana A332.[5]
- 1994 - Laude di Sancta Maria. Veillée de chants de dévotion dans l'Italie des Communes. Arcana 34.[6]
- 1995 - Suso in Italia Bella. Musique dans les cours & cloître de l'italie du Nord. Arcana A 38. Arcana A 320.[7]
- 1997 - Insula Feminarum. Résonances médiévales de la Féminité Celte. Arcana A 311.[8]
- 1999 - Legenda Aurea. Laudes des Saints au Trecento italien. Arcana 304.[9]
- 1998 - La Nuit de Saint Nicholas. La Reverdie y I Canto Gregoriani. Arcana A 72.[10]
- 1999 - Historia Sancti Eadmundi. De la liturgie dramatique au drame liturgique. Arcana A 43.[11]
- 2001 - La Reverdie en Concierto. Festival Internacional de Santander. RTVE Música 65131.[12]
- 2001 - Nox-Lux. France & Angleterre, 1200-1300. Arcana A 307.[13]
- 2002 - Voyage en Italie. Arcana 317.[14]
- 2003 - Hildegard Von Bingen: Sponsa regis. La Victoire de la Vierge dans l'oeuvre d'Hildegard von Bingen. La Reverdie y Piccoli cantori di San Bernardo. Arcana A 314.[15]
- 2005 - Jacopo da Bologna: Madrigali e Cacce. Arcana A327.[16]
- 2006 - Guillaume Dufay: Missa Sancti Jacobi. Arcana A342.[17]